# Scotospilus westlandicus
Scotospilus westlandicus là một loài nhện trong họ Hahniidae.
Loài này thuộc chi Scotospilus. Scotospilus westlandicus được Raymond Robert Forster miêu tả năm 1970.